# Szenegál (folyó)
A Szenegál folyó Nyugat-Afrikában. A folyó két fő forrása a Bafing és a Bakoye, melyek Mali területén Bafoulabénál egyesülve hozzák létre a Szenegál folyót. A folyó ezután északnyugati irányban áthalad Malin, majd hosszú szakaszon határt képezve Szenegál és Mauritánia között Saint-Louis városa közelében az Atlanti-óceánba ömlik.
Maliban Bafoulabé és Diamou városok között található a Gouina-vízesés, ahol a folyó 500 m szélességben 16 métert esik.
A Szenegálon két nagy gát épült: a Manantalival-gát és a Maka–Diama-gát. 1972-ben az érintett országok létrehozták a Szenegál Vízgyűjtő Fejlesztési Hatóságot (OMVS).
Mellékfolyói: Bafing, Bakoye, Falémé, Gorgol, Karakoro.
Főbb folyóparti városok: Kayes (Mali), Kaedi (Mauritánia), Saint-Louis (Szenegál).